# Ferrosilici
El ferrosilici és un aliatge de ferro i silici amb un contingut típic de silici en pes del 15 al 90%. Conté una elevada proporció de siliciurs de ferro.
El ferrosilici es produeix per reducció de sílice o sorra amb coc en presència de ferro. Les fonts típiques de ferro són la ferralla o l'escala de molí. Els ferrosilicons amb un contingut de silici de fins a un 15% es fabriquen en alts forns revestits amb maons refractaris àcids.
Els ferrosilicons amb un contingut més elevat de silici es fabriquen en forns d'arc elèctric. Les formulacions habituals al mercat són ferrosilicons amb un 15%, 45%, 75% i 90% de silici. La resta és ferro, amb aproximadament un 2% format per altres elements com l'alumini i el calci. S'utilitza una sobreabundància de sílice per evitar la formació de carbur de silici. La microsílice és un subproducte útil.
Una perrita mineral és similar al ferrosilici, amb la seva composició Fe5Si₂. En contacte amb l'aigua, el ferrosilici pot produir hidrogen lentament. La reacció, que s'accelera en presència de base, s'utilitza per a la producció d'hidrogen. El punt de fusió i la densitat del ferrosilici depèn del seu contingut en silici, amb dues àrees gairebé eutèctiques, una prop de Fe ₂ Si i la segona que abasta el rang de composició FeSi₂-FeSi₃.
El ferrosilici s'utilitza com a font de silici per reduir els metalls dels seus òxids i per desoxidar l'acer i altres aliatges ferrosos. Això evita la pèrdua de carboni de l'acer fos (anomenat bloqueig de la calor); Per a la mateixa finalitat s'utilitzen ferromanganès, spiegeleisen, siliciurs de calci i molts altres materials. Es pot utilitzar per fer altres ferroaliatges. El ferrosilici també s'utilitza per a la fabricació de silici, aliatges de silici fèrric resistents a la corrosió i alta temperatura i acer al silici per a electromotors i nuclis de transformadors. En la fabricació de ferro colat, el ferrosilici s'utilitza per a la inoculació del ferro per accelerar la grafitització. En la soldadura per arc, el ferrosilici es pot trobar en alguns recobriments d'elèctrodes.